# Kirchborchen

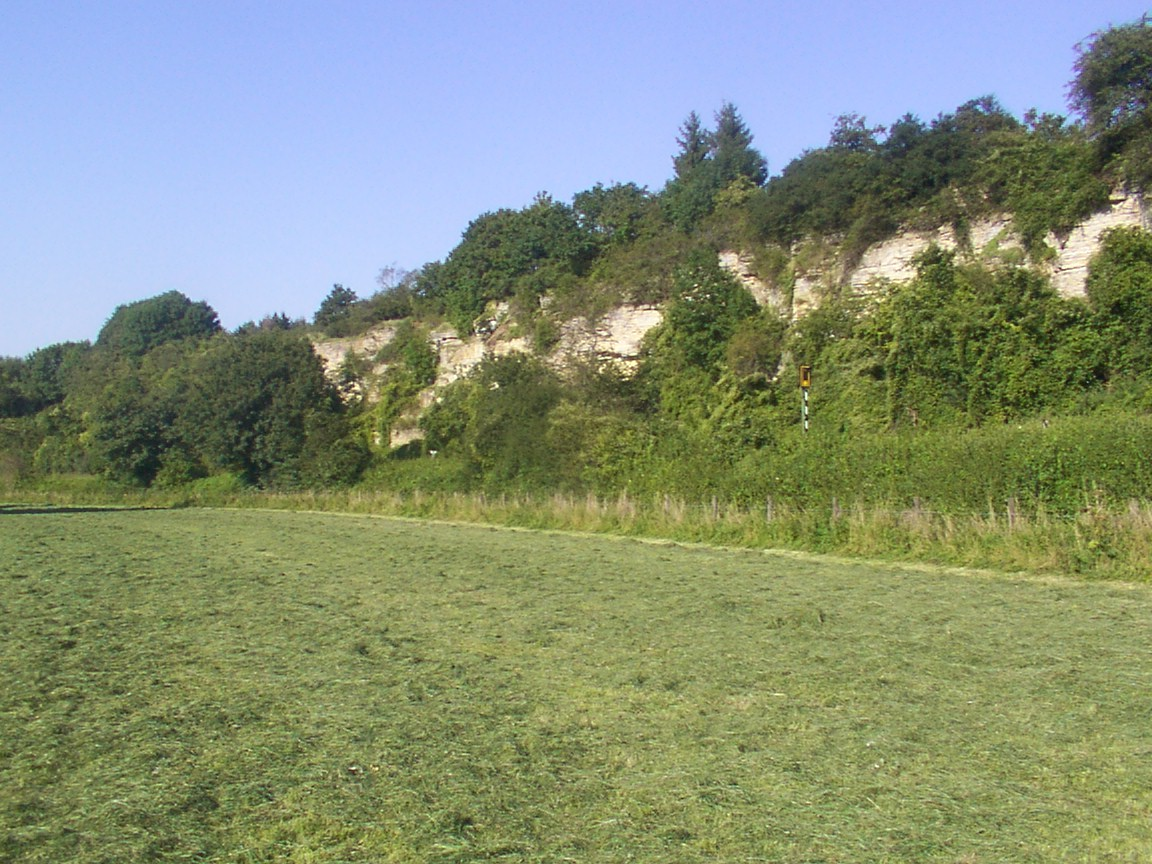
Schichtstufe über dem Almetal

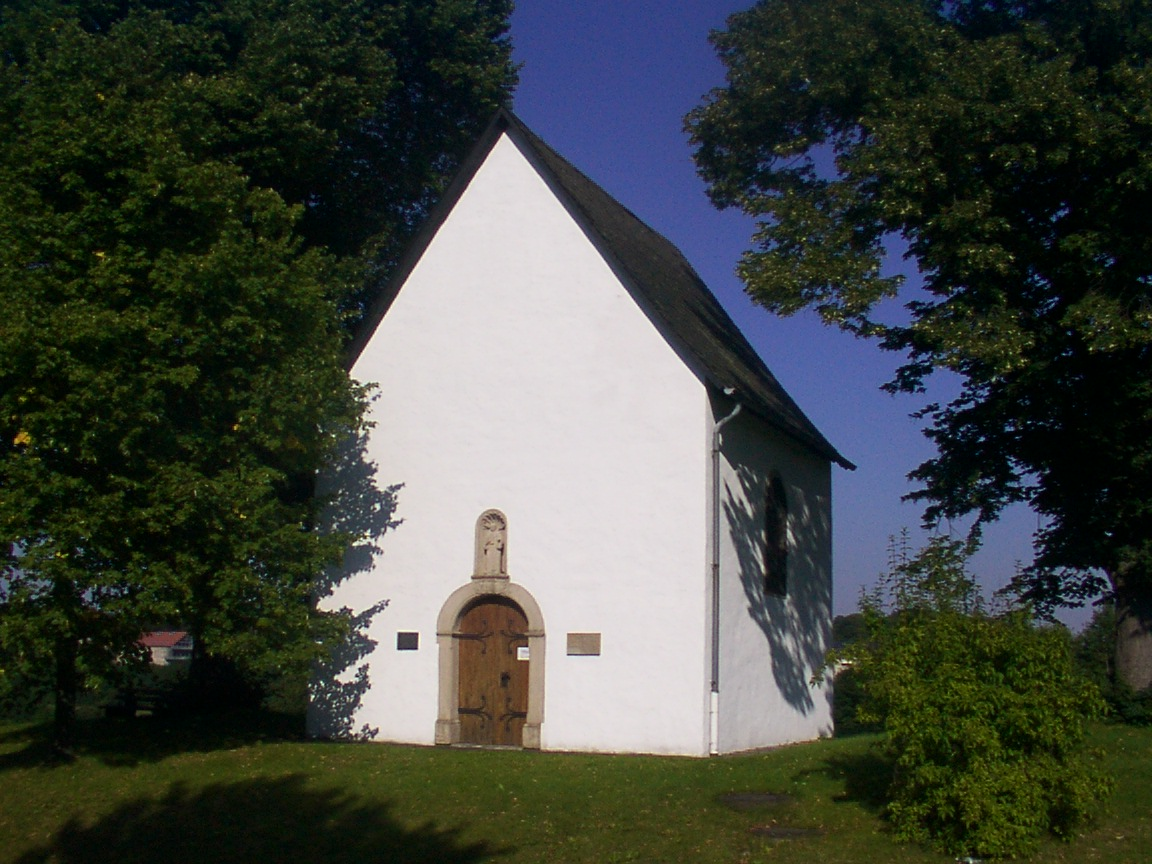
Die 1663 errichtete Gallikapelle

Kirchborchen ist die zentrale Ortschaft und zugleich Sitz der Gemeinde Borchen im Kreis Paderborn in Nordrhein-Westfalen (Deutschland).

## Geographie

### Geographische Lage
Kirchborchen liegt auf der Paderborner Hochfläche an der Einmündung des Ellerbachs in die Altenau. Das Almetal am westlichen Ortschaftsrand ist die Landschaftsgrenze zum Hellwegraum. Zum Hochwasserschutz des Dorfs ist ostnordöstlich von Kirchborchen in Richtung Schloss Hamborn das Hochwasserrückhaltebecken Borchen am Ellerbach eingerichtet.

### Nachbarortschaften
Im Uhrzeigersinn beginnend im Osten grenzt Kirchborchen an die Borchener Ortsteile Dörenhagen, Etteln, Alfen und Nordborchen sowie die Stadt Paderborn.
Zur Ortschaft Kirchborchen gehört außer dem Dorf Kirchborchen auch Schloß Hamborn. 

## Geschichte
Kirchborchen gehörte bis zu den Napoleonischen Kriegen zum Hochstift Paderborn. Im Königreich Westphalen war die Gemeinde Kirchborchen von 1807 bis 1813 Hauptort des Kantons Kirchborchen und fiel dann an Preußen. 1816 kam die Gemeinde zum neuen Kreis Paderborn, in dem sie Namensgeber des Amtes Kirchborchen wurde. Bevor am 10. März 1880 das Amt Kirchborchen sein Amtsbüro in einem neuerrichteten Gebäude in Nordborchen an der heutigen Paderborner Straße bezog, war Kirchborchen Sitz dieses Amtes.
Am 1. Juli 1969 schlossen sich die Gemeinden Alfen, Nordborchen und Kirchborchen des Amtes Kirchborchen zur Gemeinde Borchen mit Sitz in Nordborchen zusammen. Am 1. Januar 1975 wurde die Gemeinde Borchen im Rahmen des Sauerland/Paderborn-Gesetzes um Dörenhagen und Etteln erweitert und das Amt Kirchborchen aufgelöst. Rechtsnachfolgerin ist die Gemeinde Borchen. Das Gebäude der ehemaligen Amtsverwaltung in Nordborchen diente der Gemeinde als Gemeindeverwaltung, bis diese 1984 das neuerrichtete Rathaus in Kirchborchen bezog.
1950 hatte die Gemeinde Kirchborchen 2203 Einwohner, eine Zahl, die sich bis Ende des Jahres 2007 auf 4192 erhöht hat.

## Politik

### Ortsvorsteher
- 1975 bis 1979 Adolf-Herbert Staffen
- 1979 bis 1999 Johannes Sander
- 1999 bis 2014 Hans-Josef Fromme
- 2014 bis 2015 Jens Meschede
- seit 2015     Manfred Melcher

Ortsvorsteher von Kirchborchen ist Manfred Melcher (CDU). Bei der letzten Kommunalwahl 2014 gaben die Kirchborchener Bürger ihre Stimmen bei der Wahl zum Borchener Gemeinderat wie folgt ab:
- CDU 39,90 %
- SPD 33,08 %
- Bündnis 90/Die Grünen 17,72 %
- Freie Wählergemeinschaft Borchen (FWB) 4,85 %
- Sonstige 4,46 %

## Wirtschaft und Infrastruktur
Kirchborchen liegt an der Anschlussstelle Borchen der Autobahn A33, der Verbindungsautobahn zwischen der A2 Oberhausen-Berlin und der A44 Dortmund-Kassel. In absehbarer Zeit soll die A33 über Bielefeld hinaus in nordwestlicher Richtung bis Osnabrück verlängert werden.
Regelmäßige Buslinien verbinden den Ort mit den übrigen Ortschaften der Gemeinde (wobei Dörenhagen allerdings besser an Paderborn und Lichtenau angeschlossen ist als an Kirchborchen) sowie insbesondere der Kreisstadt Paderborn, deren Hauptbahnhof der nächstgelegene (Fern-)Bahnhof ist, aber auch dem Flughafen Paderborn-Lippstadt im Bürener Stadtteil Ahden.

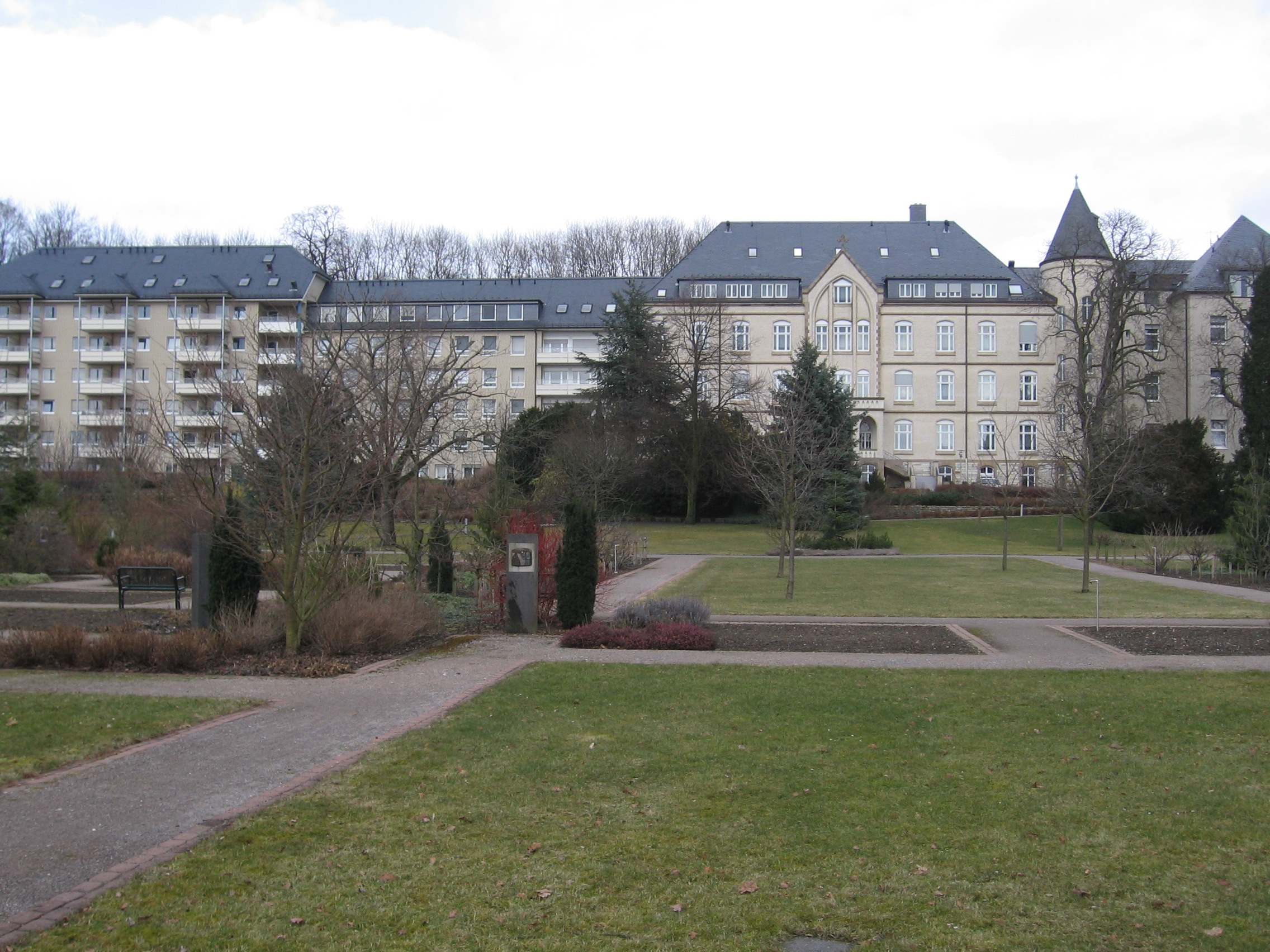
Das Schwesternhaus in Kirchborchen

Zu Zeiten des Amtes Kirchborchen war der Sitz der Verwaltung für die umliegenden Ortschaften Nordborchen. Heute beherbergt der Ortsteil Kirchborchen das Rathaus der Gemeinde Borchen. Direkt neben dem Rathaus befindet sich das Bürgerhaus Kirchborchen.
Die barmherzigen Schwestern des Heiligen Vincenz von Paul, die in Paderborn ihr Mutterhaus haben, unterhalten in Kirchborchen ein Schwesternhaus.
Kirchborchen verfügt über eine Grundschule und eine Sekundarschule, die Altenauschule bzw. Sekundarschule Borchen. Im Ortsteil Schloß Hamborn gibt es eine Rudolf-Steiner-Schule mit einem Landschulheim.
Die Postleitzahl von Kirchborchen ist 33178 (früher 4799 und davor 4791).

## Religion

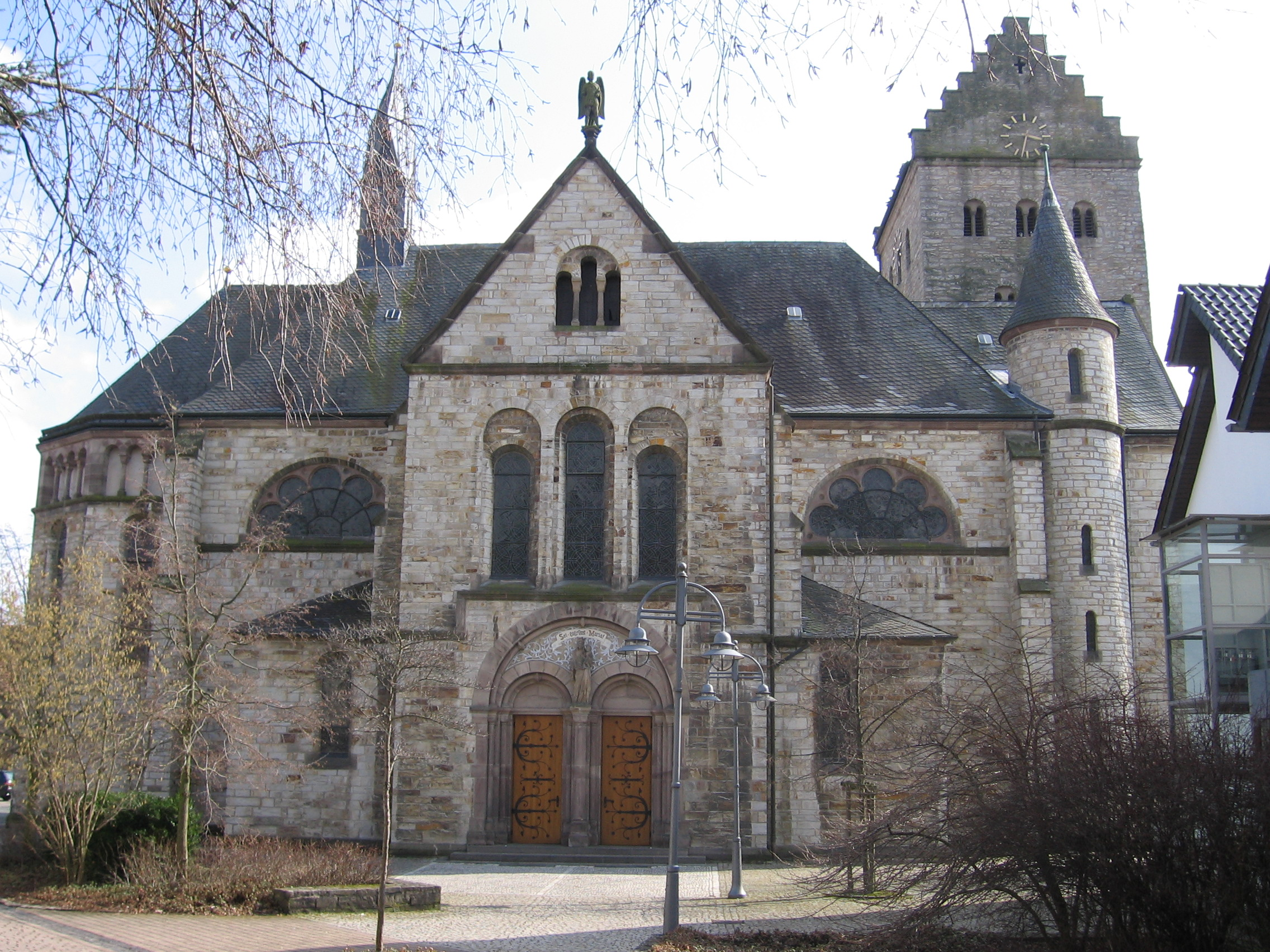
Kath. Pfarrkirche Sankt Michael

Etwa 60 Prozent der Bevölkerung Kirchborchens sind katholisch und gehören zur Kirchengemeinde St. Michael im Dekanat Paderborn der Seelsorgeregion Hochstift im Erzbistum Paderborn. Mit den übrigen katholischen Kirchengemeinden der politischen Gemeinde Borchen sind diese Teil des Pastoralen Raumes Elsen-Wewer-Borchen.
Die etwa 19 Prozent evangelisch-lutherischen Einwohner gehören zur Stephanus-Kirchengemeinde Borchen im Kirchenkreis Paderborn der Evangelischen Kirche von Westfalen.

## Kultur und Sehenswürdigkeiten
Wahrzeichen Kirchborchens ist die katholische Pfarrkirche Sankt Michael. Ein Kleinod ist die Gallikapelle, 1663 errichtet an Stelle und in Erinnerung an die 1043 von Bischof Rotho erbaute St. Gallus-Kirche des wüstgefallenen Dorfes Südborchen.

## Persönlichkeiten, die vor Ort gewirkt haben
- Hermann von Mallinckrodt (1821–1874), kath. Politiker (Zentrum), Gutsbesitzer von Schloss Hamborn
- Carl Caspar von Droste zu Hülshoff (1843–1922), Gutsbesitzer von Schloss Hamborn